# Moodna
Moodna is een geslacht van vlinders van de familie snuitmotten (Pyralidae), uit de onderfamilie Phycitinae.

## Soorten
- M. bisinuella Hampson, 1901
- M. clitellatella Ragonot, 1888
- M. formulella Schaus, 1913
- M. olivella Hampson, 1901
- M. ostrinella Clemens, 1860
- M. pallidostrinella Neunzig, 1990
- M. subostrinella Neunzig & Dow, 1993